# 97th Infantry Division (Vereinigte Staaten)
Die 97th Infantry Division (deutsch 97. US-Infanteriedivision) war ein Großverband der US-Army im Ersten Weltkrieg und Zweiten Weltkrieg.

## Geschichte

### Erster Weltkrieg
Die Division wurde offiziell am 5. September 1918 in New Mexico aufgestellt. Der Verband sollte eigentlich als Teil der American Expeditionary Forces nach Europa geschickt werden, jedoch kam die Division aufgrund zahlreicher Todesfälle durch die Spanische Grippe und das Kriegsende im November 1918 nicht mehr zum Einsatz. Sie wurde bereits am 20. November 1918 wieder demobilisiert.

### Zweiter Weltkrieg
Am 25. Februar 1943 wurde die Division reaktiviert und nach zahlreichen Trainingseinheiten in Texas und Kalifornien am 19. Februar 1945 nach Europa verschifft. Die Einheit hatte dabei eine Stärke von 14.600 Soldaten. Über Frankreich und die Niederlande kam die Division dann als Teil der Third Army nach Deutschland, wo sie Anfang April den Rhein bei Bonn überschritt und danach an den Kämpfen am Ruhrkessel teilnahm. Am 12. April machte sich PFC Joe R. Hastings bei Kämpfen bei Drabenderhöhe so verdient, dass ihm posthum die Medal of Honor verliehen wurde.
Am 14. April konnten Soldaten der Division ein Kriegsgefangenenlager bei Much befreien. Am 15. April befreiten die Soldaten der Division das KZ-Außenlager Helmbrechts. Zwei Tage später, am 17. April, marschierte die 97. Infanteriedivision in Solingen ein. Zusammen mit Soldaten der 90. US-Infanteriedivision befreiten Truppenteile der Division am 23. April das KZ Flossenbürg. Zuvor sollen Militärpolizisten des 303rd Infantry Regiment mit anderen Soldaten auf das Lagergelände gestoßen sein. Die Soldaten der Soldaten halfen bei der Versorgung der entkräfteten Häftlinge und der Beerdigung der Leichen. Die Nachrichtendiensttruppe der Division befragte einige der befreiten Häftlinge, um Informationen über die SS-Wachen zu sammeln. Einer dieser Soldaten der Division war der Autor Anthony Hecht.
Am 25. April überquerte die Division im Rahmen des V Corps die Grenze zur Tschechoslowakei. Als eine der ersten Orte wurde Eger befreit. Teile der Division kämpften bei Kriegsende noch auf deutschem Gebiet bei Weiden in der Oberpfalz. In der Tschechoslowakei standen Soldaten der Division zuletzt bei Konstantinsbad, wo sie schließlich das Kriegsende erlebte. Bei Klenowitz in Südböhmen soll es in der Nacht des 7. Mai 1945 zum letzten Schusswechsel des Zweiten Weltkrieges gekommen sein, als sich Soldaten der 97. Infanteriedivision einen Schusswechsel mit einem deutschen Scharfschützen lieferten. Die Division schlug kurzzeitig ihr Hauptquartier in Tachau auf, ehe sie aus Tschechien abrückte und das eroberte Gebiet an die Rote Armee übergab.
Insgesamt starben während des Krieges 188 Soldaten der 97. Infanteriedivision im Kampf, 721 wurden verwundet und 9 gelten als vermisst.
Die Division wurde am 16. Juni 1945 von Le Havre, Frankreich aus in die USA verbracht und dann nach Japan geschickt, wo sie in Yokohama anlandete und als Besatzungstruppe diente. Das Einsatzgebiet lag dabei in der Präfektur Saitama, der Präfektur Gunma, der Präfektur Nagano, der Präfektur Niigata, der Präfektur Fukushima und in der Präfektur Tochigi. Nachrichtendienstoffiziere der Division sicherten dabei in Osaka und Iida japanische Bestände an Radium und Edelmetallen. Am 31. März 1946 wurde die Division schließlich in Japan deaktiviert.

## Organisation
Die Division hatte bei ihrer ersten Aufstellung 1918 folgende Organisation:
- Divisionshauptquartier
- 387th Infantry Regiment
- 388th Infantry Regiment
- 172nd Field Artillery Brigade
- 622nd Field Signal Battalion
- 366th Machine Gun Battalion
- 322nd Headquarters Train und Militärpolizei
- 322nd Sanitary Train

Während des Einsatzes in Europa 1945 hatte die Division folgende Aufstellung.
- 303rd Infantry Regiment
- 386th Infantry Regiment
- 387th Infantry Regiment
- 97th Reconnaissance Troop (Mechanized)
- 322d Engineer Combat Battalion
- 322d Medical Battalion
- 97th Division Artillery
- 97th Counter Intelligence Corps Detachment
- 797th Ordnance Light Maintenance Company
- 97th Quartermaster Company
- 97th Signal Company
- Military Police Platoon
- Headquarters Company
- Band

## Divisionskommandeure
- Colonel C. A. Martin (26. September 1918 – 19. Oktober 1918)
- Brigadegeneral James R. Lindsay (19. Oktober 1918 – 20. November 1918)
- Major General Louis A. Craig (25. Februar 1943 – 19. Januar 1944)
- Brigadegeneral Milton B. Halsey (20. Januar 1944 – 24. September 1945)
- Major General Herman F. Kramer (24. September 1945 – 31. März 1946)